# 胡卓
胡卓，順天府大兴县人，清朝官员。吏員出身。

## 生平
1737年（乾隆二年）上任台灣竹塹巡檢，為第三任竹塹巡檢，奉旨接替王心棠。